# Speed Grapher
Speed Grapher (スピードグラファー, Supīdo Gurafā) est un anime de 24 épisodes, issue du studio Gonzo Digimation, et dont la première diffusion s'est déroulée d'avril à septembre 2005 sur la chaine de télévision japonaise TV Asahi.
La série a fait l'objet d'une adaptation en manga par Tomozo publié par MediaWorks dans le Monthly Dengeki Comic Gao!, puis édité entre septembre 2005 et septembre 2006 en tankōbon. Il a aussi fait l'objet d'un light novel écrit par Minoru Niki publié par Hayakawa Publishing à partir du 21 juillet 2005.
Speed Grapher conte l'histoire de Saiga, un photographe dont l'activité ressemble moins à du journalisme qu'à des enquêtes policières.

## Résumé
Dans un monde proche du nôtre, Tatsumi Saiga, ancien photographe de guerre, se voit proposer d'enquêter sur une organisation ayant peut-être un lien avec un carnage, perpetré quelques jours plus tôt, durant lequel cinq politiciens s'opposant à une loi sur l'industrie pharmaceutique ont été tués.
Il infiltre pour cela dans un club secret réservé à l'élite appelé Roppongi Club. Il est découvert alors qu'il tente de photographier la « déesse » de ce club, une jeune fille de 15 ans appelée Kagura. Alors qu'il est sur le point d'être tué, il reçoit un baiser de Kagura qui lui donne le pouvoir de détruire tout ce qu'il photographie. Il découvre alors que les fluides corporels de Kagura (sa salive par exemple) confèrent à ceux qui les absorbent d'étranges pouvoirs en rapport avec leurs plus secrets désirs ou obsessions. D'où l'assiduité des membres du club qui n'attendent qu'une chose : recevoir le baiser de la « déesse ». Saiga tente de délivrer Kagura du club et de la firme qui le manage, une grande entreprise pharmaceutique appelée Tennōzu Group. Il est pris en chasse par les agents de la firme dirigés par un dénommé Suitengu et les plus redoutables membres du club, armés de leurs pouvoirs.